# Rádio e TV Nikkey
Rádio e TV Nikkey é um programa transmitido de segunda a quarta na rádio Imprensa FM (de 22h às 23h) e na TV Aberta SP aos domingos às 20h30. O programa é apresentado por Paulo Miyagui e Mieko Senaha e tem como foco a comunidade japonesa no Brasil. O segmento "J Pops" (exclusivo na rádio e apresentado por Junji Yokochi) apresenta lançamentos da música pop japonesa, além de classicos que figuraram em animes ou J-Dramas. "Japan Video Topics" é um quadro exclusivo da versão para a TV e mostra algumas curiosidades sobre o Japão.

## Segmentos

### Rádio Nikkey
- Espaço do Ouvinte
- A Dança das Palavras (quadro em que Paulo e Mieko ensinam o vocabulário japonês)
- A Música de Todo o Mundo (músicas japonesas em ritmo variado)
- Memória - Nos Tempos do Vinil (músicas antigas)
- J Pops (sucessos do gênero JPop)

### TV Nikkey
A TV Nikkey mantém a tradição jornalística da programação, focalizando os grandes eventos da comunidade, os projetos da cooperação econômica Brasil – Japão (em parceria com a agência governamental JICA) e documentários culturais (em parceria com o Consulado Geral do Japão e São Paulo).Tem um público potencial estimado em cerca de 4 milhões de telespectadores.
Segmentos
- Momento Sakura
- Espaço Beleza
- Japan Video Topics

### TV Nikkey Jovem
Estreou em abril de 2013 e é exibido aos domingos às 20:30. É uma versão jovem da TV Nikkey, com assuntos relacionados à cultura pop japonesa no Brasil.

## Eventos
A Rádio e TV Nikkey produz e apresenta um amplo calendário de shows e eventos na comunidade nipo-brasileira, dentre as quais destacamos:
- Expo Aflord Arujá
- Miss Kimono Brasil
- Miss Primavera Nikkey
- Festival do Japão
- Tanabata Matsuri (Festival das Estrelas)
- Toyo Matsuri (Festival Oriental, no bairro da Liberdade)
- Festival Brasil – Japão (Círculo Militar de São Paulo)
- Gran Kouhaku The Friends

## Apresentadores
- Paulo Miyagui
- Mieko Senaha
- Junji Yokochi (no segmento JPops)